# Dario Acquaroli
Dario Acquaroli (ur. 10 marca 1975, zm. 9 kwietnia 2023) – włoski kolarz górski, brązowy medalista mistrzostw świata w maratonie MTB.

## Kariera
Największy sukces w karierze Dario Acquaroli osiągnął w 2005 roku, kiedy zdobył brązowy medal podczas mistrzostw świata w maratonie w Lillehammer. W zawodach tych wyprzedzili go jedynie Szwajcar Thomas Frischknecht oraz Holender Bart Brentjens. Był to jedyny medal wywalczony przez Acquarolego na międzynarodowej imprezie tej rangi. Ponadto w sezonie 2005 zajął trzecie miejsce w klasyfikacji generalnej Pucharu Świata w maratonie. Lepsi okazali się tylko jego rodak Mauro Bettin i Austriak Alban Lakata.